# Combe (Verdon)
Die Combe (französisch: Ravin de la Combe) ist ein kleiner Fluss im Südosten von Frankreich, der im Département Var der Region Provence-Alpes-Côte d’Azur nordwestlich der Stadt Draguignan verläuft.

## Geografie

### Verlauf
Die Combe entspringt im Gemeindegebiet von Vérignon, verläuft generell Richtung Nordwest im Oberlauf an der Grenze zum Militärgelände Camp de Canjouers, erreicht im Unterlauf den Regionalen Naturpark Verdon und mündet nach insgesamt rund 17 Kilometern im Gemeindegebiet von Bauduen als linker Nebenfluss im Stausee Lac de Sainte-Croix in den Verdon.

### Orte am Fluss
(Reihenfolge in Fließrichtung)
- Les Aumades, Gemeinde Vérignon
- Bounas, Gemeinde Bauduen
- Bauduen